# Webster (condado de Worcester, Massachusetts)
Webster é um lugar designado pelo censo localizado no condado de Worcester no estado estadounidense de Massachusetts. No Censo de 2010 tinha uma população de 11.412 habitantes e uma densidade populacional de 1.447,03 pessoas por km².

## Geografia
Webster encontra-se localizado nas coordenadas 42° 02′ 42″ N, 71° 52′ 35″ O. Segundo a Departamento do Censo dos Estados Unidos, Webster tem uma superfície total de 7.89 km², da qual 7.76 km² correspondem a terra firme e (1.54%) 0.12 km² é água.

## Demografia
Segundo o censo de 2010, tinha 11.412 pessoas residindo em Webster. A densidade populacional era de 1.447,03 hab./km². Dos 11.412 habitantes, Webster estava composto pelo 89.12% brancos, o 3.84% eram afroamericanos, o 0.36% eram amerindios, o 1.01% eram asiáticos, o 0% eram insulares do Pacífico, o 3.07% eram de outras raças e o 2.61% pertenciam a duas ou mais raças. Do total da população o 8.87% eram hispanos ou latinos de qualquer raça.